# Emil Ludwig
Pour les articles homonymes, voir Ludwig.
Emil Ludwig de son vrai nom Emil Cohn, né le 25 janvier 1881 à Breslau (en province de Silésie) et mort le 17 septembre 1948 en Suisse, est un écrivain allemand célèbre pour ses biographies.

## Biographie
Né à Breslau, (Wrocław, en Pologne) dans une famille juive, Ludwig a étudié le droit et l'histoire mais il a choisi de faire carrière comme écrivain. Il a d'abord publié quelques pièces de théâtre et nouvelles et a eu une activité de journaliste.
En 1906, il s'installe en Suisse, puis la Première Guerre mondiale l'amène à travailler comme correspondant de guerre pour le Berliner Tageblatt à Vienne et Istanbul.
Durant les années 1920, il acquiert une renommée internationale pour la publication de ses biographies qui mêlaient des faits historiques avérés avec de la fiction ainsi qu'une analyse psychologique des personnages étudiés. Il publie ainsi une biographie de Goethe en 1920, puis de Bismarck entre 1922 et 1924, de Napoléon en 1925, de Michel-Ange en 1930, de Cléopâtre en 1937 et de Staline en 1942. Ses entretiens avec Benito Mussolini restent aujourd'hui une source pour les historiens. Il avait également interviewé Staline et Atatürk.
Converti au catholicisme à l'âge de 21 ans, il le quittera en 1922.
Quatre mois avant son accession au pouvoir, il pense qu'Adolf Hitler sera vite oublié, déclarant en septembre 1932 à Henry Bordeaux, venu lui rendre visite à Moscia : "Hitler est, comme votre Boulanger naguère, un personnage falot, voué au prompt oubli." 
Reconnu comme un citoyen suisse en 1932, il émigre aux États-Unis en 1940. Son dégoût du régime nazi l'amène à travailler pour le gouvernement américain en 1940 pour lequel il a écrit de virulents pamphlets anti-fascistes. Il fait partie des auteurs mis à l'index dont les œuvres sont brûlées lors des autodafés de 1933 en Allemagne.
Après la Seconde Guerre mondiale, il retourne en Suisse où il meurt, à Moscia, près d'Ascona.

## Œuvres
- Goethe (1920)
- Bismarck (1922-1924)
- Napoléon (1925)
- Jésus (1928)
- Michel-Ange (1930)
- Guillaume II (1930)
- Schliemann (1932) Traduit en 1933 par Marcel Goden sous le titre Chercheur d'or
- Lincoln (1933)
- Cléopâtre (1937)
- Roosevelt (1938)
- Staline (1942)
- Beethoven (1945)

### Autres textes
- The Son of Man (1928)
- Juli 14. Den Söhnen zur Warnung (litt. : « À nos fils pour leur gouverne »), titre français (1929) : Juillet 1914, réédition : Petite bibliothèque Payot (2012).
- Entretiens avec Mussolini (1932), éd. Hoepli[4].
- Le Monde tel que je l'ai vu (1932), éd. Albin Michel
- Chercheur d'or (1930)
- Le Nil - Vie d'un fleuve (1936)
- Les Allemands - Double histoire d'une nation (1941)

### Citations
Dans sa biographie de Jésus, Emil Ludwig écrit : « Il n’entre pas dans le caractère de cet ouvrage de troubler la foi en la divinité de Jésus-Christ chez ceux qui vivent de cette foi, mais au contraire de prouver la réalité de l’humanité de Iéshoua‘ à tous ceux qui la tiennent pour une invention. »